# Clasificación de Sudarsky para planetas gigantes
El sistema de clasificación de Sudarsky es un sistema teórico de clasificación para predecir la apariencia de planetas extrasolares gaseosos gigantes sobre la base de sus temperaturas. Fue descrito por el científico David Sudarsky en el documento Albedo and Reflection Spectra of Extrasolar Giant Planets y ampliado sobre otro artículo llamado Theoretical Spectra and Atmospheres of Extrasolar Giant Planets.

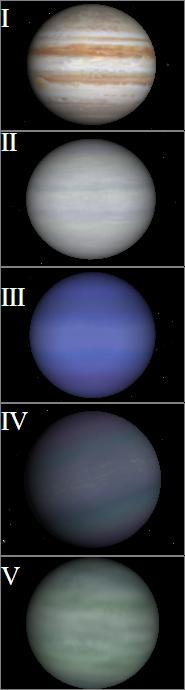
Captura de pantalla del programa Celestia que muestra los tipos de planetas gaseosos gigantes según la clasificación de Sudarsky:
Clase I: nubes de Amoniaco
Clase II: nubes de agua
Clase III: despejados
Clase IV: metales alcalinos
Clase V: nubes de silicato.

Los planetas gigantes de gas se dividen en cinco clases, usando números romanos. El sistema asume que la composición gaseosa de las atmósferas de los planetas es similar a las de Júpiter. Pero en general, la composición química de planetas extrasolares no se conoce, y hacer las observaciones necesarias para determinar este requisito necesita de métodos más avanzados de detección. Según la clasificación de Sudarsky, en nuestro sistema solar existen dos planetas que pueden encontrarse pertenecientes a la clase I, Saturno y Júpiter.
La aparición de planetas que no son gigantes gaseosos no pueden ser predichos por el sistema de Sudarsky, por ejemplo, planetas terrestres como la Tierra y Ogle-2005-BLG-390L b (5,5 masas terrestres), o los gigantes de hielo como Urano (14 masas terrestres) y Neptuno (17 masas terrestres).

## Clase I: Nubes de amoniaco
Los planetas de esta clase tienen una apariencia dominada por las nubes de amoníaco. Estos planetas se encuentran en el exterior de las regiones de un sistema planetario en la que existen a temperaturas inferiores a unos 150 kelvin (-120 grados Celsius/-190 grados Fahrenheit). Las previsiones del albedo en un planeta de clase I que está en torno a una estrella como el Sol es de aproximadamente 0.57, en comparación con un valor de 0.343 para Júpiter, y 0.342 de Saturno. La diferencia puede ser parcialmente explicadas por el teniendo en cuenta el desequilibrio con los condensados de tolina o fósforo, que son responsables de las nubes de colores en la atmósfera joviana, y no está modelada en los cálculos de Sudarsky.
Las temperaturas de la clase I son de planetas fríos o bien de planetas que se separen lo bastante durante su perihelio con respecto a su estrella como para alcanzar ciertas temperaturas.

## Clase II: Nubes de agua
Planetas en la clase II son demasiados calientes como para formar nubes de amoníaco: en lugar de eso sus nubes están compuestas por vapor de agua. En este tipo de planetas se esperan temperaturas que oscilen alrededor de los 250 kelvin. Las nubes de agua son más reflexivas que las nubes de amoníaco, y el albedo de Bond predice que el brillo de un planeta de clase II en torno a una estrella sea de alrededor de 0,81. A pesar de que las nubes en ese planeta serían similares a las de la Tierra, estas atmósferas todavía consisten principalmente de hidrógeno solo, moléculas ricas en hidrógeno y metano.
El rango de las temperaturas en esta clasificación es un poco amplio. Hay planetas que pueden tener zonas en la atmósfera (en particular los polos) que están aún lo suficientemente frías para alojar nubes de amoníaco. Por el contrario planetas muy cálidos pueden tener una apariencia amarillenta por condensados de compuestos sulfurosos y también pueden incluso tener nubes de ácido sulfúrico. Estos planetas (a diferencia de los otros dos) se cree que son más similares a Venus que a la Tierra, y a menudo son clasificadas como “jóvianos azufrosos”. Se cree que estos planetas solo tienen nubes sulfurosas en las capas superiores y en las capas inferiores se conservan aun nubes de agua, por lo que este tipo de planeta solo es una "subclase" de los planetas de tipo II.
Los posibles planetas de clase II, que figuran en el documento original de Sudarsky, incluyen: 47 Ursae Majoris b y Upsilon Andromedae d. El planeta HD 28185 b debido a su órbita circular en torno al centro de su estrella en una zona habitable se le considera como el prototipo ideal para esta clase de planetas. Iota Horologii b y Gamma Cephei Ab son los planetas más conocidos del tipo "jovianos azufrosos".

## Clase III: Despejados
Planetas con temperaturas entre unos 350 kelvin (170 °F, 80 °C) y 800 kelvin (980 °F, 530 °C) no se pueden formar cubiertas de nubes de ningún tipo, ya que falta un aporte adecuado de productos químicos en la atmósferas como para formar nubes. Estos planetas se muestran como gigantescas esferas de color azul debido a la dispersión de Rayleigh y a la absorción de metano en sus atmósferas. Debido a la falta de una capa reflectante de nubes, el albedo es bajo, de alrededor de 0.12 de brillo para la clase III en torno a su estrella. Existen en regiones en el interior de un sistema planetario similares a las distancias que corresponden aproximadamente a la ubicación de Mercurio con respecto a nuestro Sol. 
Exoplanetas que figuran en el documento de Sudarsky como planetas de clase III son Gliese 876 b y Upsilon Andromedae c.

## Clase IV: Metales alcalinos
Por encima de los 900 Kelvin (630 °C/1160 °F), el monóxido de carbono se convierte en la principal molécula portadora de carbono en la atmósfera de estos planetas (en lugar de metano). Además, la abundancia de metales alcalinos, como el sodio aumentan sustancialmente, y las líneas espectrales del sodio y potasio dominan sobre el espectro del planeta. Estos planetas forman nubes cubiertas de hierro y silicatos debajo del resto de las nubes de sus atmósferas, pero esto no afecta el espectro del planeta. El albedo de Bond de los planetas de la clase IV en torno a su estrella se prevé que sea muy baja, aproximadamente alrededor de 0.03, debido a la fuerte absorción de metales alcalinos. Planetas de las clases IV y V se denominan jovianos calientes.

## Clase V: Nubes de silicato

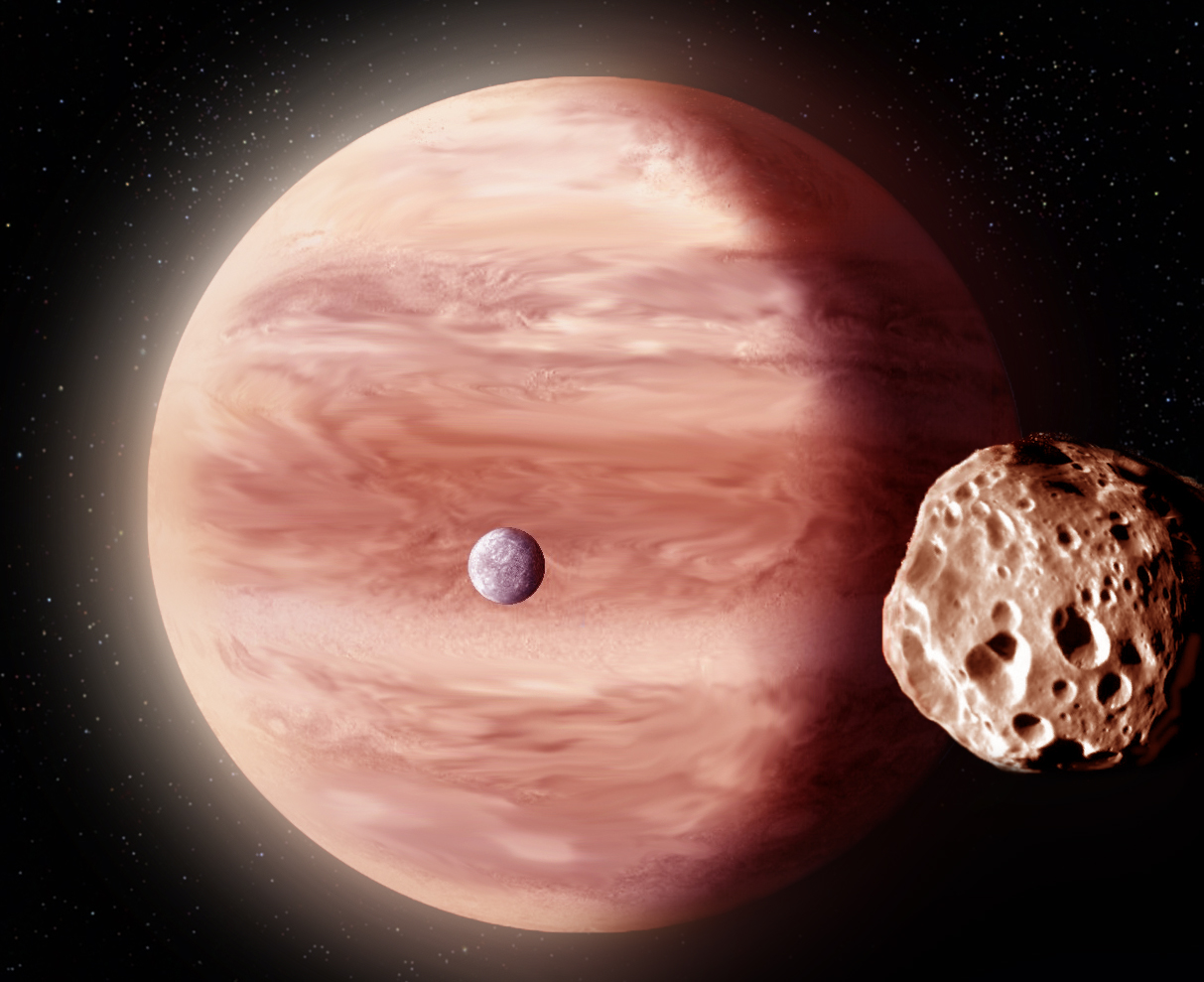
Representación artística de un júpiter caliente rojizo, con dos satélites.

Son los gigantes de gas más calientes, con temperaturas superiores a 1400 kelvin (2100 °F, 1100 °C), están cubiertos de nubes de silicato y de hierro, y se prevé que se encuentren muy arriba en la atmósfera. Las previsiones del albedo de Bond de un planeta de la clase V alrededor de su estrella son de 0.55, esto gracias a la reflexión de la cubierta de nubes. A dichas temperaturas, estos planetas tienen un brillo rojo por la radiación térmica. Debido a esto último las estrellas con una magnitud visual de 4.50 o mayor en nuestro cielo, según esta teoría, los planetas deben ser visibles a nuestros instrumentos. Ejemplos de tales planetas podrían ser 51 Pegasi b. Pero a esta última predicción le ha ido mal. Tau Bootis Ab con 1621 kelvin de la clase V de temperatura, el científico Leigh encontró que su albedo no puede ser superior a 0.39. Upsilon Andromedae b y que el planeta HD 149026 b se descubrieron más oscuros de lo esperado, como HD 209458 b, que acoge un oscuro halo de nube o cauda en la cubierta superior sombreando la estratosfera.

## Clasificaciones
- Súper-Tierra
- Planetas púlsar
- Júpiter caliente
- Neptuno caliente
- Gigante gaseoso
- Planeta de carbono
- Planeta terrestre
- Planeta ctónico
- Planeta océano
- Planeta doble
- Planeta ricitos de oro
- Neptuno frío
- Júpiter frío
- Planeta de helio
- Planeta de hierro
- Planeta sin núcleo
- Planeta extrasolar